# Budapest XV. kerületének műemléki listája
Ez a lista Budapest XV. kerületének műemlékeit tartalmazza.
| Kép | Törzsszám | Cím                          | Név                                              | Helyrajzi szám |
| --- | --------- | ---------------------------- | ------------------------------------------------ | -------------- |
|     | 15773     | Kossuth Lajos utca 55/a.     | Szentháromság-templom                            | 89867/7        |
|     | 15976     | Pozsony utca 36.             | Rákospalotai Leánynevelő Intézet épületegyüttese | 88311, 88311   |
|     | 16172     | XV. kerület, Őrjárat u. 1-5. | az Észak-Pesti Kórház épületeinek együttese      | 82285          |
|     | 16336     | Széchenyi tér 11.            | Magyarok Nagyasszonya templom                    | 90237          |